# Chouday
Chouday település Franciaországban, Indre megyében. Lakosainak száma 145 fő (2022. január 1.). Chouday Saint-Ambroix, Issoudun, Saint-Aubin és Ségry községekkel határos.

## Népesség
A település népességének változása:
| Lakosok száma | 191  | 137  | 143  | 164  | 152  | 148  | 153  | 153  | 155  | 145  |
|               | 1968 | 1982 | 1990 | 2006 | 2013 | 2015 | 2017 | 2019 | 2020 | 2022 |